# Seven Drunken Nights
"Seven Drunken Nights" er en humoristisk folkesang. Den mest berømte indspilning er med det irske band The Dubliners. Sangen kendes også under navnet "Our Goodman".
Sangen (Child 274, Roud 114) handler om en fordrukken mand, der kommer hjem nat efter nat og finder nye beviser for sin kones elsker, men slår det hen efter sin kones mere og mere utroværdige forklaringer.
Sangen har syv vers, men ofte udelades de sidste to, da de af nogen opfattes som vulgære.

## Historie
Den kom oprindeligt til London som skillingsvise i 1760'erne under navnet "The Merry Cuckold and the Kind Wife". Den blev oversat til tysk og blev spredt til Ungarn og Skandinavien. Uden at kende sangens ophav tilføjede Francis James Child den i sin samling af folkeviser. Den blev i 1770'erne også medtaget i skotske værker i den tro at det var en skotsk sang. Selvom det er er en populær og velkendt sang optræder den kun i få skillingsviser fra 1800-tallet, hvilket er usædvanligt.
Den danske protestsanger Cæsar har lavet en sang med samme opbygning kaldet "Da Manden ind i Gården Kom".

## The Dubliners
The Dubliners indspillede en version af sangen på deres album A Drop of the Hard Stuff i 1967. Sangen nåede #7 på de engelske hitlister samme år og nåede #1 på de irske. De nationale radiostationer boykottede sangen pga. dens vulgære indhold, men Radio Caroline lækkede den og sikrede dens popularitet.

## Tekst og historie
Den første nat (oftest mandag) kommer fortælleren hjem og ser en underlig hest ude foran sin dør:
As I went home on Monday night as drunk as drunk could be,
I saw a horse outside the door where my old horse should be.
Well, I called me wife and I said to her: "Will you kindly tell to me
Who owns that horse outside the door where my old horse should be?"
Hans kone fortæller ham at det blot er en so, som hendes mor har givet hende:
"Ah, you're drunk, you're drunk, you silly old fool, still you can not see
That's a lovely sow that me mother sent to me."
I hvert vers opdager fortælleren en fejl i forklaringen, men synes tilfreds med at lade sagen hvile:
Well, it's many a day I've travelled a hundred miles or more,
But a saddle on a sow sure I never saw before.
De næste fire nætter involverer en kappe (et tæppe ifølge konen, hvorpå fortælleren bemærker at det har knapper), en pibe (en fløjte ifølge konen, men fyldt med tobak), to støvler (urtepotter ifølge konen, men med snørebånd) og et hoved i sengen. Konen fortæller her at det er en baby, hvorpå manden bemærker at han aldrig har set en baby med skæg. Hver ny ting er ifølge konen sendt fra hendes mor.